# I. Fliegerkorps
Le I. Fliegerkorps   (1er Corps aérien) a été l'un des principaux Corps de la Luftwaffe allemande durant la Seconde Guerre mondiale.

## Création et différentes dénominations
Il a été formé le 11 octobre 1939 à Cologne à partir de la 1. Flieger-Division. Ce Corps a été renommé comme Luftwaffenkommando Don du 26 août 1942 jusqu'au 17 février 1943. Il a été transformé en 18. Flieger-Division le 4 avril 1945.
| Début            | Fin             | Nom                    |
| ---------------- | --------------- | ---------------------- |
| 1er février 1939 | 11 octobre 1939 | 1. Flieger-Division    |
| 11 octobre 1939  | 26 août 1942    | I. Fliegerkorps        |
| 26 août 1942     | 17 février 1943 | Luftwaffenkommando Don |
| 17 février 1943  | 4 avril 1945    | I. Fliegerkorps        |
| 4 avril 1945     | 8 mai 1945      | 18. Flieger-Division   |

## Commandement

Drapeau du chef du Fliegerkorps

| Début           | Fin             | Grade                         | Nom                  |
| --------------- | --------------- | ----------------------------- | -------------------- |
| 11 octobre 1939 | 15 mai 1941     | Generaloberst                 | Ulrich Grauert       |
| 3 juin 1941     | 23 août 1942    | General der Flieger           | Helmuth Förster (en) |
| 24 août 1942    | 11 juin 1943    | General der Flieger           | Günther Korten       |
| 1er avril 1943  | 25 juin 1943    | Generalleutnant (par intérim) | Alfred Mahnke        |
| 26 juin 1943    | 6 novembre 1943 | Generalleutnant               | Karl Angerstein      |
| 7 novembre 1943 | 3 avril 1945    | General der Flieger           | Paul Deichmann       |

## Chef d'état-major
| Début            | Fin             | Grade        | Nom                            |
| ---------------- | --------------- | ------------ | ------------------------------ |
| 18 décembre 1939 | 22 juin 1940    | Oberst       | Rudolf Meister (en)            |
| 22 juin 1940     | 8 novembre 1941 | Generalmajor | Walter Boenicke (en)           |
| 8 novembre 1941  | 25 octobre 1942 | Oberst       | Werner Kreipe (en)             |
| 25 octobre 1942  | 24 août 1943    | Oberst       | Klaus-Siegfried Uebe (en)      |
| 24 août 1943     | ?               | Oberleutnant | Erhart Krafft von Delmensingen |

## Quartier général
Le quartier général s'est déplacé suivant l'avancement du front.
| Début             | Fin               | Ville               |
| ----------------- | ----------------- | ------------------- |
| Octobre 1939      | Mai 1940          | Cologne             |
| 27 mai 1940       |                   | Havrincourt         |
| 1er juillet 1940  | Juin 1941         | Beauvais            |
| Juin 1941         | Juillet 1941      | Gumbinnen           |
| Juillet 1941      | Septembre 1941    | Schaulen            |
| Septembre 1941    | 19 juillet 1942   | Roupti près de Luga |
| 19 juillet 1942   | 26 août 1942      | Poltava             |
| 26 août 1942      | Décembre 1942     | Kharkov             |
| Décembre 1942     |                   | Starobilsk          |
| 31 mars 1943      | 14 novembre 1943  | Simferopol          |
| 14 octobre 1943   | Novembre 1943     | Nikolayev           |
| Novembre 1943     | Décembre 1943     | Simferopol          |
| Décembre 1943     | Février 1944      | Kirovograd          |
| Février 1944      | 14 mars 1944      | Pervomaisk          |
| 14 mars 1944      | 16 mars 1944      | Grijowe             |
| 16 mars 1944      | 5 avril 1944      | Odessa              |
| 6 avril 1944      | Août 1944         | Focșani             |
| Août 1944         | 14 septembre 1944 | Görgenyoroszfalu    |
| 14 septembre 1944 | Octobre 1944      | Goergeny            |
| Octobre 1944      | 1er novembre 1944 | Nyiregyhaza         |
| 1er novembre 1944 | 1er décembre 1944 | Abaujezanto         |
| 1er décembre 1944 | Janvier 1945      | Budapest            |
| Janvier 1945      | 22 février 1945   | Veszprem            |
| 23 février 1945   | Mars 1945         | Steinamanger        |
| Mars 1945         | Avril 1945        | Wels                |

## Rattachement
| 21 octobre 1939 - 15 mai 1940 |  | Luftflotte 3 |
| 15 mai 1940 - Août 1940       |  | Luftflotte 2 |
| Août 1940 - Juin 1941         |  | Luftflotte 3 |
| Juin 1941 - 19 juin 1942      |  | Luftflotte 1 |
| 19 juin 1942 - 4 avril 1945   |  | Luftflotte 4 |

## Unités subordonnées
- 15 mai 1940 :
  - Kampfgeschwader 1
  - Kampfgeschwader 76
  - Kampfgeschwader 77
  - Aufklärungsstaffel 3.(F)/122
- Mars 1941 :
  - Kampfgeschwader 1
  - Kampfgeschwader 26
  - Kampfgeschwader 76
  - Kampfgeschwader 77
  - Aufklärungsstaffel 5.(F)/122
- Juin 1941 :
  - Jagdgeschwader 53
  - Jagdgeschwader 54
  - Kampfgeschwader 1
  - Kampfgeschwader 76
  - Kampfgeschwader 77
  - Auklärungsstaffel 5.(F)/122
  - Fliegerführer Ostsee
- Février 1943 :
  - Kampfgeschwader 1
  - Kampfgeschwader 3
  - Sturzkampfgeschwader 2
  - Schlachtgeschwader 2
  - Jagdgeschwader 52
  - Aufklärungsstaffel 2.(F)/22
  - Aufklärungsstaffel 3.(F)/100
  - Nahaufklärungsgruppe 2
  - Nahaufklärungsgruppe 10
- 19 février 1944 :
  - Kampfgeschwader 4
  - Kampfgeschwader 27
  - Schlachtgeschwader 2
  - Schlachtgeschwader 9
  - Nachtschlachtgruppe 5
  - Nachtschlachtgruppe 6
  - Jagdgeschwader 52
  - Aufklärungsstaffel 3.(F)/121
  - Aufklärungsstaffel 4.(F)/122
- 23 novembre 1944 :
  - Kampfgeschwader 4
  - Schlachtgeschwader 2
  - Nachtschlachtgruppe 5
  - Jagdabschnittführer Ungarn
  - Fliegerführer 102
  - Nahaufklärungsgruppe 14